# Paris–Roubaix 1957

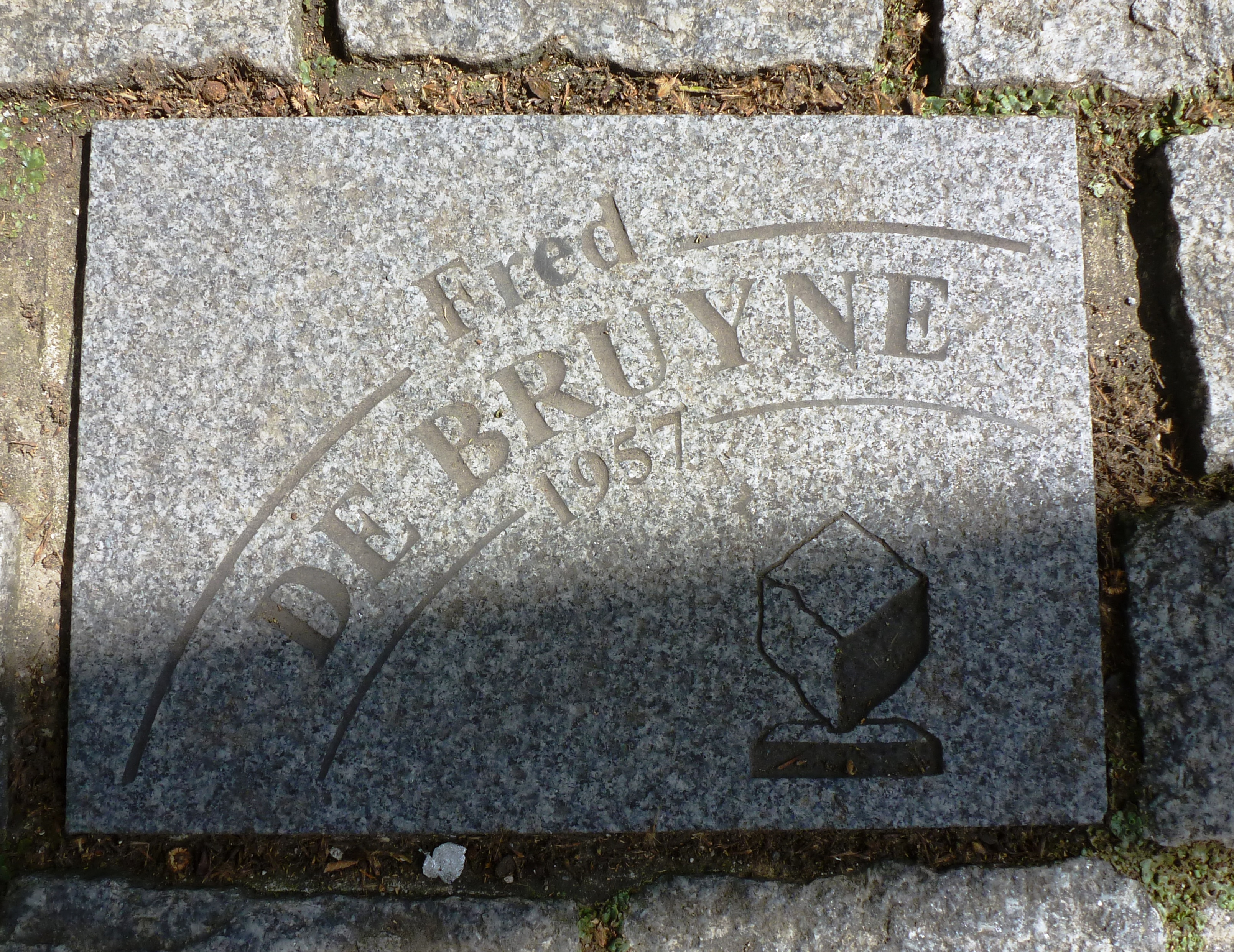
Pflasterstein zu Ehren des Siegers Fred De Bruyne auf der Allée Charles Crupelandt in Roubaix

Das Eintagesrennen Paris–Roubaix 1957 war die 55. Austragung des Radsportklassikers und fand am Sonntag, den 7. April 1957, statt.
Das Rennen führte von Saint-Denis, nördlich von Paris, nach Roubaix, wo es im Vélodrome André-Pétrieux endete. Die Strecke war 263 Kilometer lang. 101 Fahrer konnten sich platzieren. Der Sieger Fred De Bruyne absolvierte das Rennen mit einer Durchschnittsgeschwindigkeit von 34,73 km/h.